# ماکسیوتوو (شهرستان تویمازینسکی، باشقیرستان)
ماکسیوتوو (انگلیسی: Maxyutovo, Tuymazinsky District, Republic of Bashkortostan) یک شهرک در شهرستان تویمازینسکی استان باشقیرستان کشور روسیه است.